# Bitteres aus Bitterfeld
Pour plus de détails, voir Fiche technique et Distribution.
Bitteres aus Bitterfeld. Eine Bestandsaufnahme, usuellement abrégé en Bitteres aus Bitterfeld, est le titre d'un film documentaire tourné illégalement en RDA en 1988. Il présente l'étendue de la pollution environnementale dans la région industrielle entourant Bitterfeld, marquée par l'industrie chimique. Cette tentative d'établir une opposition était un projet commun des opposants du réseau vert écologique Arche de Berlin-Est, de défenseurs locaux de l'environnement, et de réalisateurs de films de Berlin-Ouest.
La vidéo n'a pu tout d'abord être visionnée en RDA que dans des cercles privés ou religieux. Ce n'est qu'en automne 1988 que l'émission Kontraste sur la chaîne ARD en a diffusé des extraits. Ils ont été repris par de nombreuses stations de télévision à l'étranger. En RDA, elle a fait connaître le réseau Arche. La Stasi n'est pas arrivée à trouver les participants à la production du film. Après la chute du mur de Berlin et la réunification de l'Allemagne, les journalistes allemands et étrangers se sont fondés sur ces extraits de vidéo pour orienter leur couverture de la situation dans ce triangle de la chimie de l'Allemagne centrale.

## Contenu

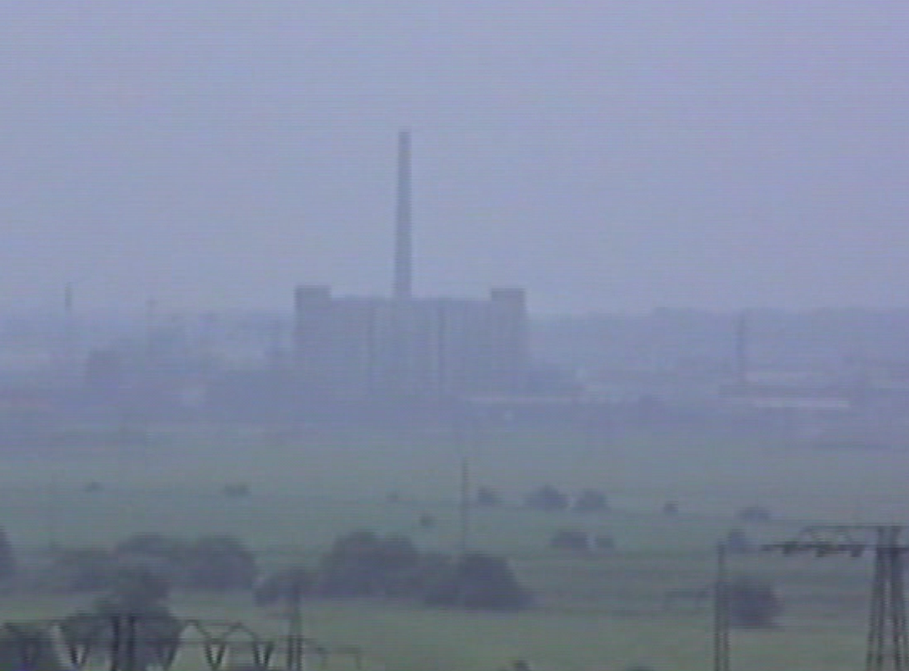
Le silo à céréales de Greppin, au milieu par derrière, la cheminée de l'usine Chlore IV (image du film)

Les vues du début présentent le paysage ravagé par les mines de charbon à ciel ouvert, de hautes cheminées d'usines déployant des bandes de fumées de diverses couleurs, un silo à céréales devant une usine de production de chlore, ainsi que des rues d'habitation urbaine aux façades grisâtres et des bâtiments décrépits. En voix off, une narratrice explique qu'à Bitterfeld sont produits environ 2000 composés pour le ménage et le jardin, l'industrie et l'agriculture, notamment des lessives et des matières plastiques, des colorants, des engrais et des pesticides. L'industrie chimique se débarrasse de ses déchets par décharge dans les vastes fosses des mines à ciel ouvert, par déversement dans l'affluent de l'Elbe, la Mulde et par échappement à l'air libre. La narratrice commente : « Bitterfeld tombe en ruines, Bitterfeld est noire de suie, Bitterfeld pue. Bitterfeld est considérée aujourd'hui comme la ville la plus sale d'Europe. »

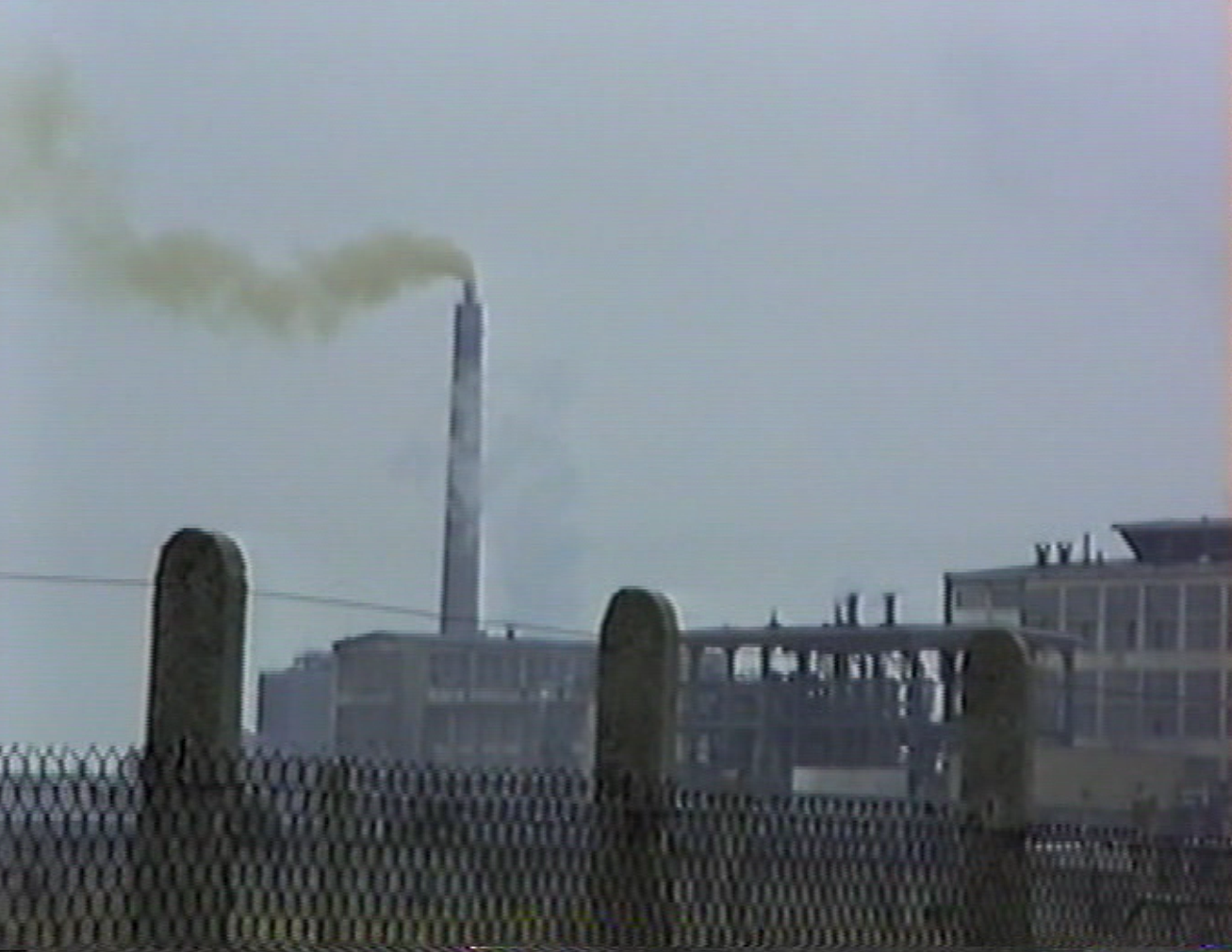
Gaz d'échappement de composition inconnue, qui s'échappent d'une cheminée à Bitterfeld (image du film)

Les vieilles fabriques à peine modernisées tournent à « triple surcapacité ». Seuls dix pour cent des grandes cheminées sont enregistrées comme émetteurs de pollution et sont contrôlées par l'État. La décision coûteuse de déclencher le seul système d'alarme au smog de RDA revient au directeur général du combinat de la chimie de Bitterfeld. Les déchets liquides s'écoulent comme eaux usées diluées, de couleur, directement dans la Mulde, qui est biologiquement morte. Des vapeurs, des souffles et des odeurs indiquent des réactions chimiques. La seule méthode de clarification est l'ajout de calcaire. Des mesures ont donné des valeurs cinq à dix fois excédentaires pour les nitrates et les nitrites.

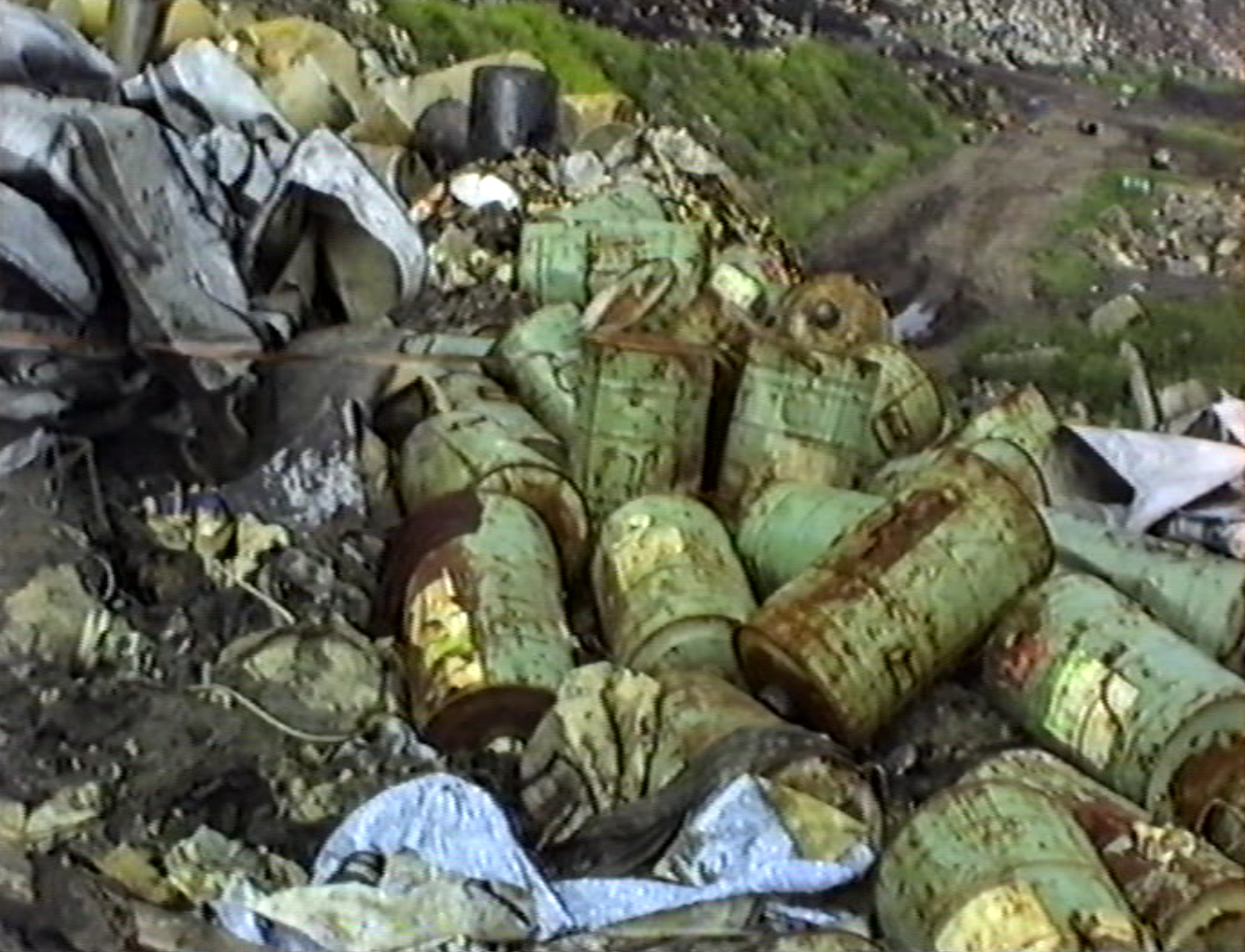
Fûts de transport munis d'étiquettes de dangerosité entassés sur la décharge Freiheit III (image du film)

Les filons de lignite vont jusqu'à 90 m de profondeur. On y trouve souvent de l'ambre jaune, qui est vendu à l'ouest avec l'appellation d'origine baltique. Comme le niveau de la nappe phréatique dans des conditions naturelles se situe à 22 m de profondeur, l'eau est pompée, et envoyée dans la Mulde. Les terrains voisins s'assèchent, les plantes meurent. Les fosses épuisées ont servi et servent encore comme déversoirs à ordures non surveillés, non contrôlés et non documentés. Sous des couches minces de couverture, selon la narratrice, sont stockés des matières de l'industrie de guerre (de) en provenance de la production d'armes de la Seconde Guerre mondiale : produits halogénés et organochlorés, parmi lesquels des restes de production de DDT et d'autres substances. Dans les conditions de décharge, à couvert et avec une élévation de température au-dessus de 170 °C, il peut se dégager le « poison de Seveso » (la fameuse dioxine). Dans la fosse Freiheit III, un panorama montre des fûts et des bidons jetés, avec des étiquettes de danger. Des produits s'écoulent de ces récipients de transport. La terre est imprégnée de produits chimiques.

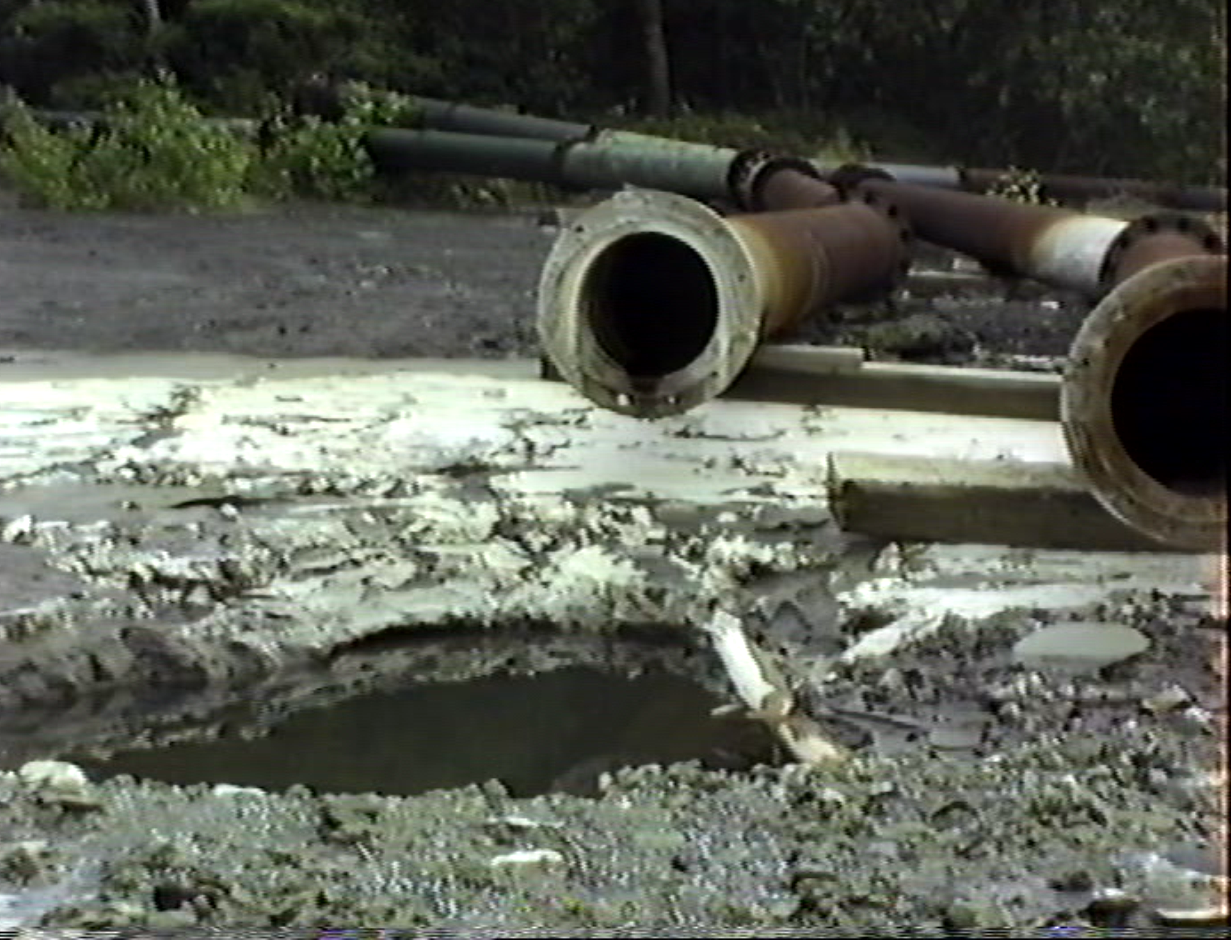
Tuyaux par lesquels des produits chimiques s'écoulent dans la décharge Hermine (image du film)

Chez les employés sévissent massivement des symptômes d'intoxication par le chlorure de vinyle, le fluor, ou le graphite. Ils se traduisent par une atrophie des os des phalanges des doigts, et par la « poussée d'excroissances de la taille d'une tomate au poignet ». Beaucoup d'employés doivent se laver tous les jours jusqu'à une heure. Leurs salaires comportent jusqu'à 7 % de prime de risque. Les travailleurs postés parmi les 23 000 employés du combinat reçoivent 38 jours de congé annuel. Cinq à huit fois plus de cas de bronchite ou de croup frappent les travailleurs par rapport à la moyenne du Land. L'espérance de vie est de plusieurs années inférieures à la moyenne.

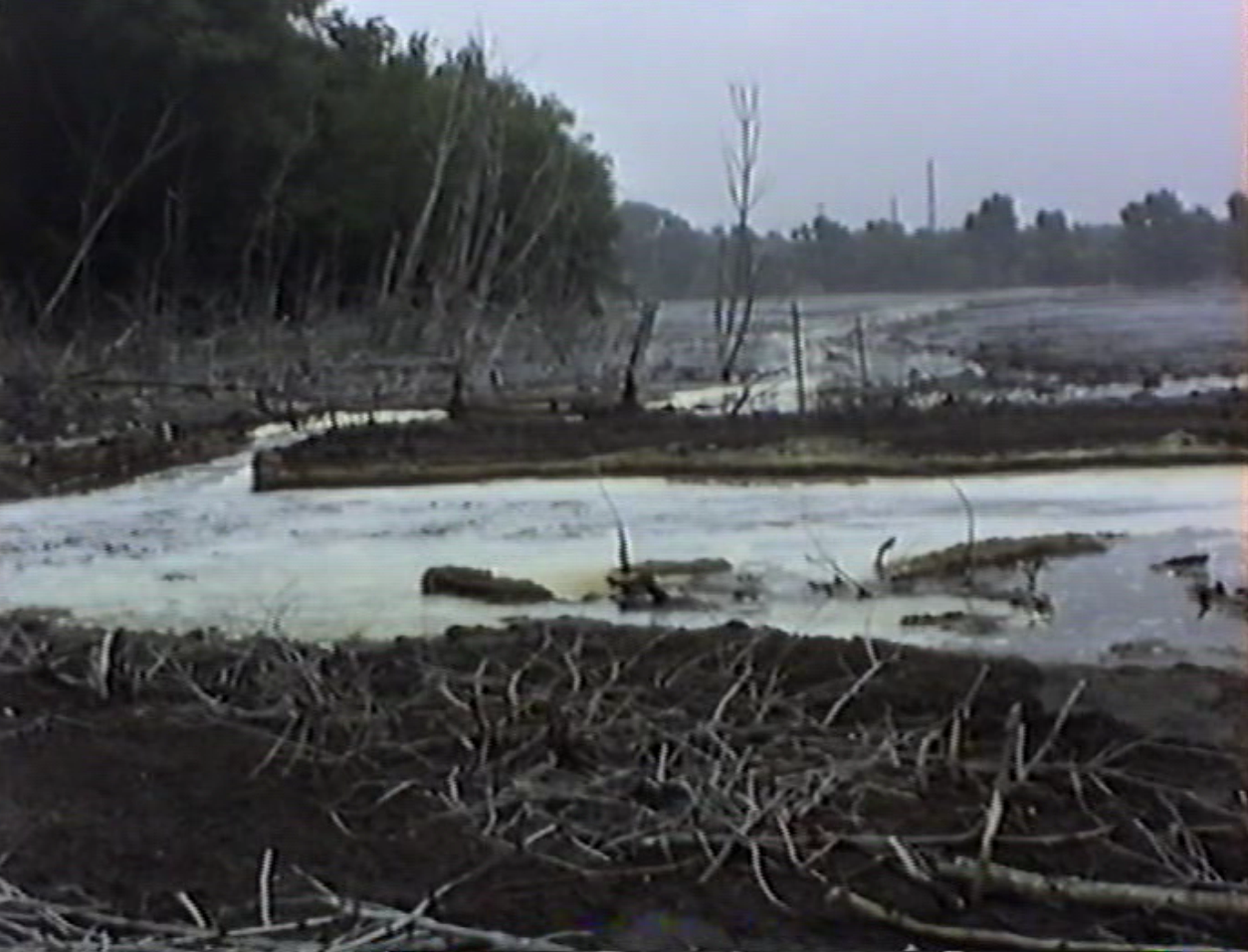
Introduction d'eaux usées de l'usine de films Wolfen dans le Silbersee (image du film)

Certes, on a eu connaissance du grave accident chimique de Bitterfeld (de), mais il ne filtre rien dans le public des « petites avaries ». Un tuyau qui n'était censé transporter que de la cendre de combustion de lignite explose en plein hiver. Le contenu s'écoule alors sans contrôle sur le sol. Le film montre des restes de papier, de plastique et d'autres produits de l'industrie chimique à l'écoulement du pipeline. Sur le bord d'une grande surface déserte avec des boues irisées vers laquelle conduit le pipeline se tiennent de nouveaux bâtiments d'habitation. Le chemin de randonnée Hermann Falke traverse cette étendue déserte. On voit un écriteau annonçant un danger de mort en cas d'écart du sentier.
Le lac Silbersee, entouré d'arbres morts, lui aussi une ancienne fosse de mine à ciel ouvert, recueille depuis 70 ans par des canaux ouverts toutes les eaux usées de la fabrique de films Wolfen (ORWO). Elles sont diluées dans le lac, avant de s'écouler dans la Mulde. « Nos analyses » indiquent qu'elles contiennent des métaux lourds et qu'elles sont très acides.

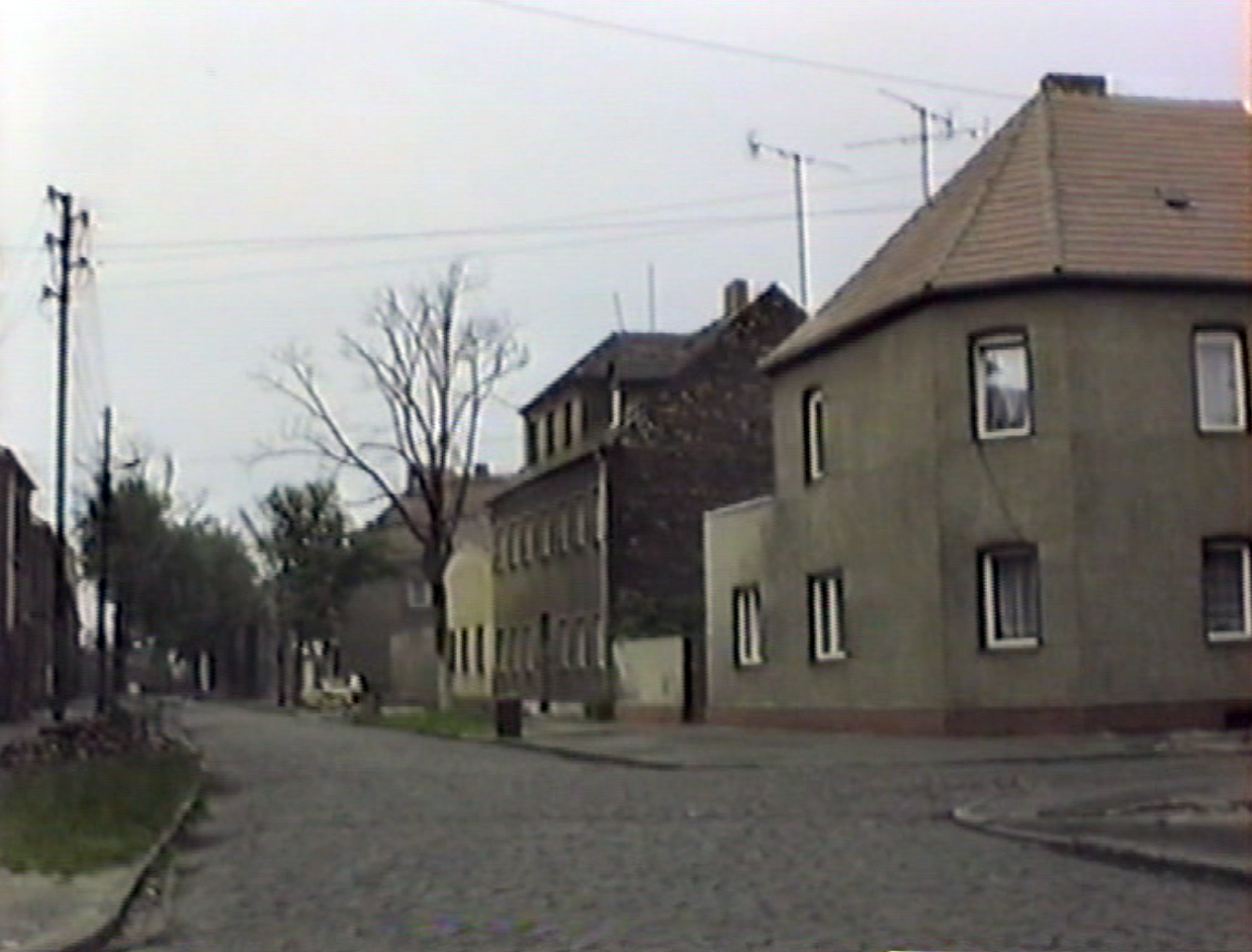
Rue d'habitations à Bitterfeld avec des arbres partiellement ou complètement dépourvus de feuilles au mois de juin (image du film)

La narratrice dit que Bitterfeld offre « le spectacle d'une ville de province sale et déserte ». Pourtant, la ville a jadis fait partie du « cœur rouge de l'Allemagne centrale », et a été un centre de la révolte des travailleurs du 17 juin 1953, qui n'a été « matée que par l'arrivée de chars russes aux portes du combinat de chimie ». Mais maintenant, on intimide ceux qui se permettraient d'évoquer par leur nom les problèmes d'environnement. Le film termine avec une citation du roman Cendre volante (de) de l'écrivaine Monika Maron : « Les gens de Bitterfeld se sont installés, se sont habitués à être habitants de Bitterfeld, et d'être continûment exposés à la saleté. Peut-être n'y a-t-il rien à faire que de deur leur dire grossièrement et sans cœur : vous avez été oubliés, sacrifiés pour des intérêts supérieurs. Et je ne peux rien y changer. »

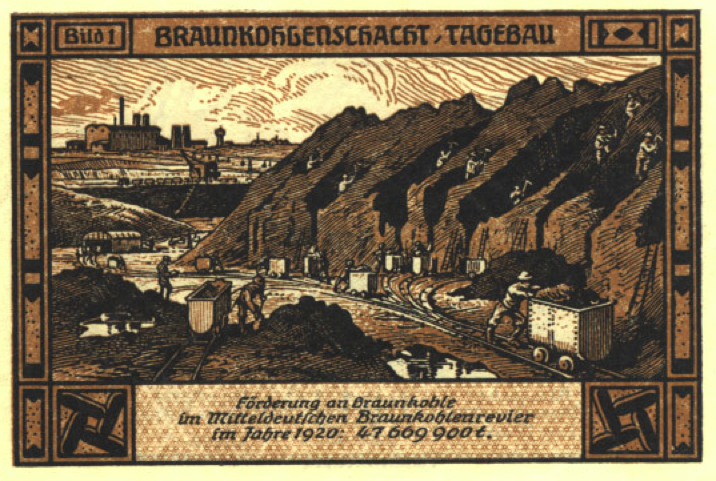
Illustration d'une mine de lignite à ciel ouvert, revers d'un billet de banque de nécessité de la ville de Bitterfeld, 1921

Entre les séquences du film ont été insérées des reproductions de monnaie de nécessité de la ville de Bitterfeld en 1921, avec des images de l'exploitation et du traitement du lignite. Le texte est parlé par deux voix de femme. Les images sont soulignées par une musique de jazz. Les génériques de début et de fin sont écrits à la main. Le générique de fin présente comme responsable « Le réseau vert dans l'Église évangélique Arche et Ätz-Film-KGB ».

## Genèse

### Idée et projet
Au printemps 1988, le mouvement d'opposition dans la capitale de la RDA, Berlin-Est, se fractionna. À côté de la bibliothèque de l'environnement (de), le réseau vert-écologique Arche (de) voit le jour. Ses activistes ont mis sur pied une coordination nationale de groupes environnementaux prenant des tâches précises et considérant ainsi les membres de la bibliothèque de l'environnement comme trop centralisés et pas assez démocratiques par rapport à leur base. Pour nouer des contacts, les membres de l'Arche comme Carlo Jordan et Ulrich Neumann ont visité depuis le début de 1988 la région industrielle de Halle (de).
À Bitterfeld, Neumann fait la connaissance de Hans Zimmermann, spécialiste de chimie et chef d'une équipe de construction, dont l'enfant était malade du croup. Zimmermann explorait depuis des années le maniement inadéquat des déchets de production du combinat de chimie, l'exposition sanitaire des habitants ainsi que les dommages à la nature. Il avait aussi envoyé des requêtes au conseil de district,. Maintenant, il conduisait les Berlinois à travers la région.
Au printemps 1988, la journaliste de la radio SFB Margit Miosga, amie de Neumann, participe à une visite à Bitterfeld. En route, ils discutent des possibilités de réaliser un film Arche sur Bitterfeld. En mai, le projet est décidé dans un petit cercle.

### Technique

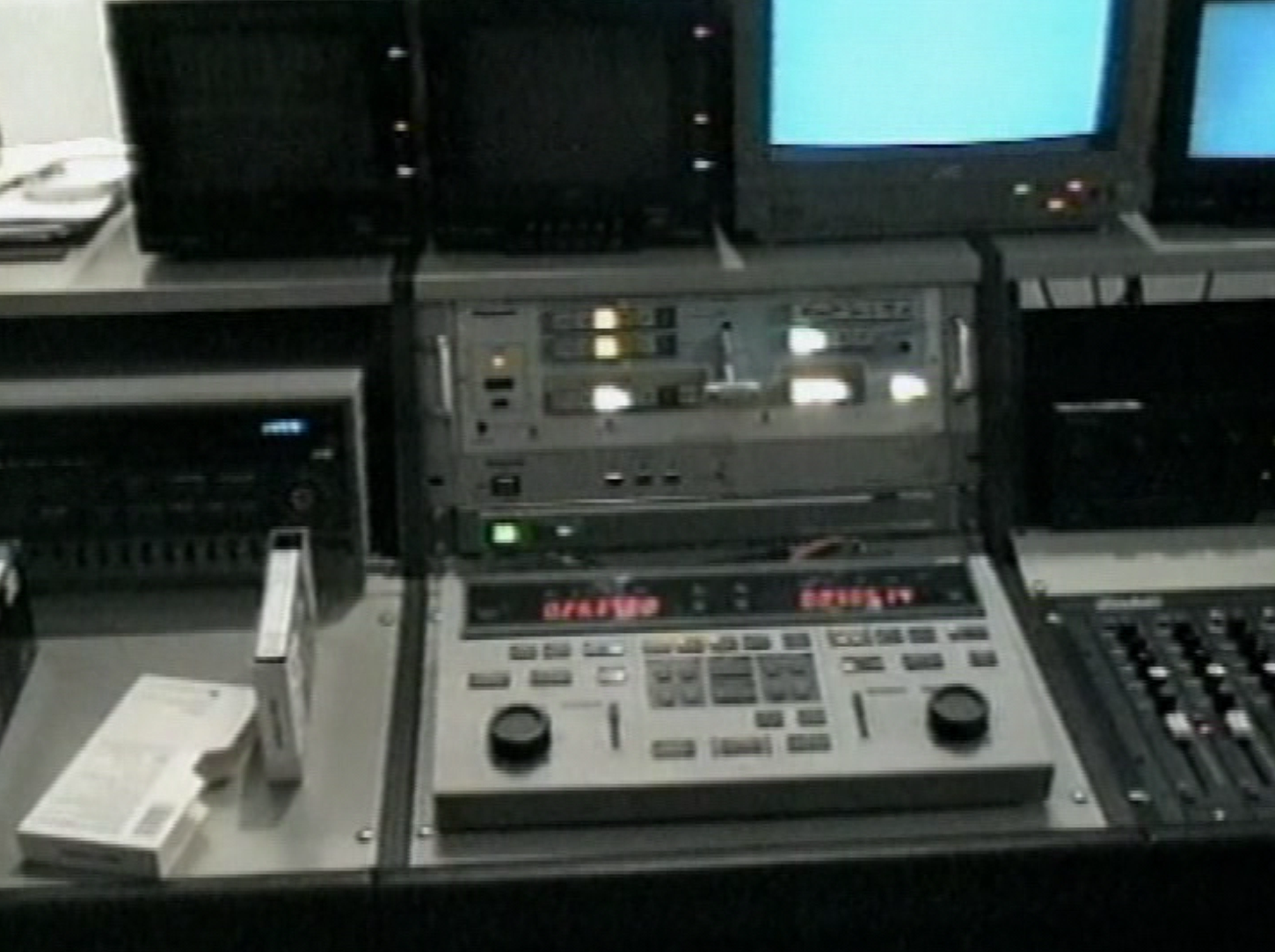
Le poste de montage vidéo de 1988 au studio WIM (image de la vidéo Making of de 2005)

En RDA, les amateurs utilisaient pour leurs films privés le format de loin le plus populaire super 8. L'enregistrement image son synchronisé et la copie non industrielle des films était techniquement à peine possible. Ce support ne pouvait donc que difficilement être pris en considération pour un travail documentaire politique,.
La technique vidéo était encore peu répandue. Pour l'utilisation privée ou religieuse, les projecteurs vidéo ne pouvaient être acquis officiellement qu'à des « prix utopiques » contre des marks-est, dans des boutiques Intershop contre des DM ou par des contacts à l'ouest. Quelques caméras vidéo passées en contrebande sont arrivées aux mains de collaborateurs de groupes critiques. Mais les rares postes de montage vidéo n'étaient pratiquement pas accessibles pour des auteurs de films, même pour des productions autorisées,. Les activistes d'Arche n'avaient accès ni à une caméra ni à un studio de production.
Comme il n'était pas possible de fabriquer une contre-publication sans possibilité de montage ou de copie, Miosga se tourna vers l'auteur de documentaires Rainer Hällfritzsch de Berlin-Ouest. Il venait d'avoir participé à la fondation de « l'atelier de travail médiatique interculturel (WIM E.V.) » à Berlin-Schöneberg, disposait d'un caméscope VHS et d'un studio pour la technique nécessaire, et était prêt à participer au projet de conspiration.

### Équipe et tournage
Le jour du tournage était fixé au samedi 25 juin 1988. Ce jour-là, il y avait la finale du Championnat d'Europe de football entre les Pays-Bas et l'URSS. Le jeu commençait à 15 h 30 ; la télévision ZDF le transmettait, avec les préliminaires et les conclusions, de 14 h 45 à 18 h 10. La télévision de RDA montrait aussi la finale. Pourtant, l'équipe de RDA n'était pas qualifiée, et celle d'Allemagne fédérale avait été éliminée le 21 juin en demi-finale. Cependant, l'équipe du film comptait que peu de gens seraient dehors pendant ce temps-là. « Espérons que même la Stasi restera assise devant la télé, » calculaient les activistes de l'environnement. De plus le synode évangélique à Halle mobilisait les forces de la Stasi et de la police de la région.

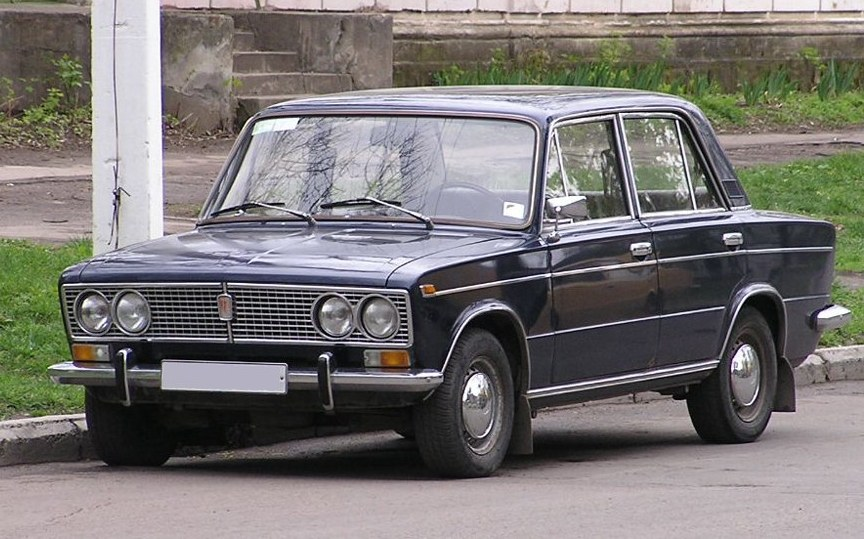
Lada 1500 (Vaz 2103) bleu foncé, souvent tenue comme véhicule de service de la Stasi

Le conducteur était le Berlinois de l'est, le médecin Edgar Wallisch, qui avait déposé une demande d'autorisation de sortie, et qui avait été immédiatement interdit de travail à la Charité. Il possédait une Lada « comme celles utilisées par la Stasi. » L'auto était bleu foncé et avait un numéro de Berlin. Elle était volontiers utilisée pour les activités d'Arche,. Elle devait aller ce week-end à la journée de l'environnement à Halle et était dirigée brièvement samedi vers Leipzig.
Également, la veille du tournage, Miosga et Hällfritzsch sont entrés en RDA. Avec une voiture de location, pour rendre la poursuite plus difficile, Miosga passa par le poste de passage de Invalidenstraße. Hällfritzsch passa par la gare de Berlin Friedrichstraße. Sa caméra vidéo, cachée dans un sac en bandoulière ne fut pas remarquée. Pourtant, son introduction aurait été légale, mais elle aurait pu donner une piste pour les autorités de RDA si la douane l'avait enregistrée. Par contre, les deux cassettes vierges destinées aux prises de vues ont été confisquées dans sa serviette. Miosga vint chercher Hällfritzsch à la gare, et en racheta deux neuves dans l'Intershop voisin.
Le soir, la plupart des participants se retrouvèrent dans un restaurant à Leipzig. Wallisch apprit seulement alors qu'un projet de film illégal était planifié. Lui, Neumann, Miosga et Hällfritzsch passèrent la nuit chez le faiseur d'expositions Peter Lang, pour éviter l'enregistrement dans un hôtel. La boisson retarda la dispersion du groupe jusqu'à une heure le jour du tournage.

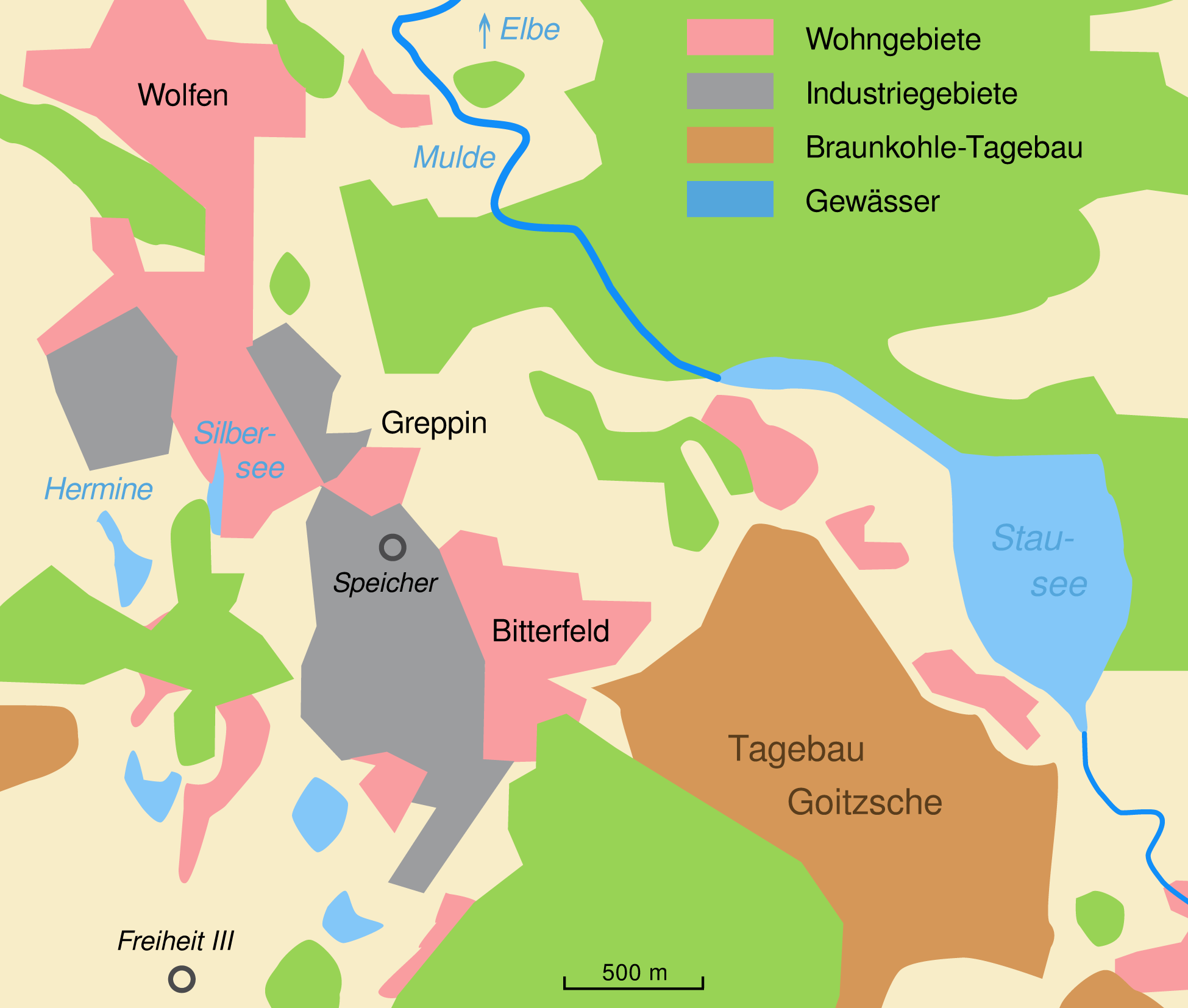
Schéma des endroits présentés par le film documentaire Bitteres aus Bitterfeld, état : 1988

Pour dérouter la Stasi, Neumann est allé le matin au synode ecclésial à Halle, et y a distribué les premiers exemplaires de l'Arche Nova no 1. Wallisch amena les deux Berlinois de l'ouest chez Zimmermann à Bitterfeld, et les trois aux endroits de tournage choisis par Zimmermann. Ils ont commencé les travaux de tournage avec le grand trou d'exploitation à ciel ouvert de Goitsche, puis sont allés sur la Muldensteiner Berg avec sa vue sur le silo à céréales de Greppin et au barrage de la Mulde à Jeßnitz. Vers 14 h, ils arrivent au lac Silbersee, le trou résiduel de la fosse St Jean. Là, Wallisch prélève des échantillons d'eau. La vidéo montre ses bras et ses mains en train de remplir une bouteille en plastique. Ensuite, ils changent de véhicule. Zimmermann, Miosga et Hällfritzsch se font alors conduire par l'activiste Jörg Klöpzig. À partir de sa Lada, qui porte un numéro minéralogique local, moins repérable, ils filment pendant le match de football les rues désertes de Bitterfeld. Vers le soir suit le tournage du dépôt d'ordures Freiheit III.
Ensuite, Wallisch remmène Miosga et Hällfritzsch à Leipzig. Avec la voiture de location laissée là, ils vont dans un faubourg de Leipzig, où la mère de Hällfritzsch avait vécu. Là, ils font des prises de vues anodines sur la deuxième cassette, afin que Hällfritzsch puisse justifier le port de la caméra à la frontière. La cassette avec les rushes de Bitterfeld reste tout d'abord à l'Est.
Le lendemain, Miosga et Hällfritzsch se séparent. Les douaniers tiennent Hällfritzsch pendant une heure dans une salle séparée — il s'avérera à la fin que cela n'est dû qu'à une erreur dans le contrôle du visa. La caméra, à nouveau, n'est pas découverte. Le docteur Wallisch a appris plus tard par un appel gardé professionnel chez Zimmermann qu'il allait bien. Le « remarquable exemple des possibilités offertes par la collaboration transfrontalière entre opposants et exilés » avait réussi. La Stasi avait été « jouée ».

### Illégalité et répression
Tous les participants savaient que leur projet était illégal. Les données environnementales officielles n'étaient pas accessibles, et avaient été classifiées en 1972 « Confidentiel » puis en 1982 « Secret. » Ce n'est qu'en octobre 1988 qu'a été publiée la Décision du conseil des ministres pour la protection de l'information environnementale du 16/11/1982, ainsi que deux textes d'application de 1984, dans le no 2 d'Arche Nova.
Selon le § 219 du Code pénal de la RDA (« prise de contact illégale ») il était possible de condamner à plusieurs années de prison politique « celui qui répand ou fait répandre à l'étranger des informations susceptibles de nuire aux intérêts de la RDA, ou fait ou fait faire dans ce but des enregistrements » ou « celui qui transmet ou fait transmettre en dépit des règles de droit à des organisations, installations ou personnes à l'étranger, des écrits, manuscrits ou autres matériaux, susceptibles de nuire aux intérêts de la RDA. » Les données environnementales, selon la logique de la justice pénale, seraient utilisées par l'ennemi de classe pour discréditer la RDA. On pouvait aussi considérer des accusations pour « formation de ligue en vue de poursuivre des buts illégaux » (§ 218), « transmission traîtresse d'informations » (§ 99) ou « activité traîtresse d'agent » (§ 100), selon laquelle les défenseur des droits civiques Wolfgang Templin, Stephan Krawczyk et Freya Klier avaient été accusés. Des journalistes de l'ouest pouvaient être poursuivis pour activités ennemies de l'État,
Les citoyens de RDA du groupe devaient s'attendre à des peines bien plus lourdes que les membres ouest-allemands, si le projet de conspiration était révélé par des espions, des ragots, ou des erreurs le jour du tournage. Neumann jugera plus tard : « C'était dangereux. Cela aurait pu nous coûter physiquement et psychiquement beaucoup, beaucoup d'années. » Zimmermann pensait : « Il y avait en quelque sorte la conscience de faire quelque chose avec laquelle éventuellement quelques petites personnes pourraient ne pas être complètement d'accord. » Wallisch estimait : « Dix, douze années de prison — cela aurait été tout à fait normal pour l'époque. »
Le caméraman Hällfritzsch avait d'abord hésité. « J'ai réfléchi pour savoir si l'affaire de six mois à un an de prison me convient, » se rappellera-t-il plus tard, mais comme l'état des choses lui était décrit comme tellement drastique, il a finalement « trouvé bien si on pouvait y faire quelque chose. » Par contre, Miosga était sûre d'elle : « Même si je suis arrêtée là-bas, je serai tôt ou tard rachetée par mon État, rapatriée […] Ils ne me piqueraient pas deux ans. »
En juin 1989, Jörg Klöpzig se suicida avec sa petite fille dans la Lada sur une décharge. Auparavant, la Stasi l'avait interrogé à nombreuses reprises en raison de ses activités d'opposition environnementale, et l'avait mis sous pression. On n'a pas pu prouver une collaboration directe de la Stasi dans sa mort. « Personne ne sait encore s'il s'agit d'une tragédie privée, si une aide officielle lui a été fournie, ou si finalement c'était un mélange des deux, » a écrit Ulrich Neumann en 1995,.

### Postproduction et distribution

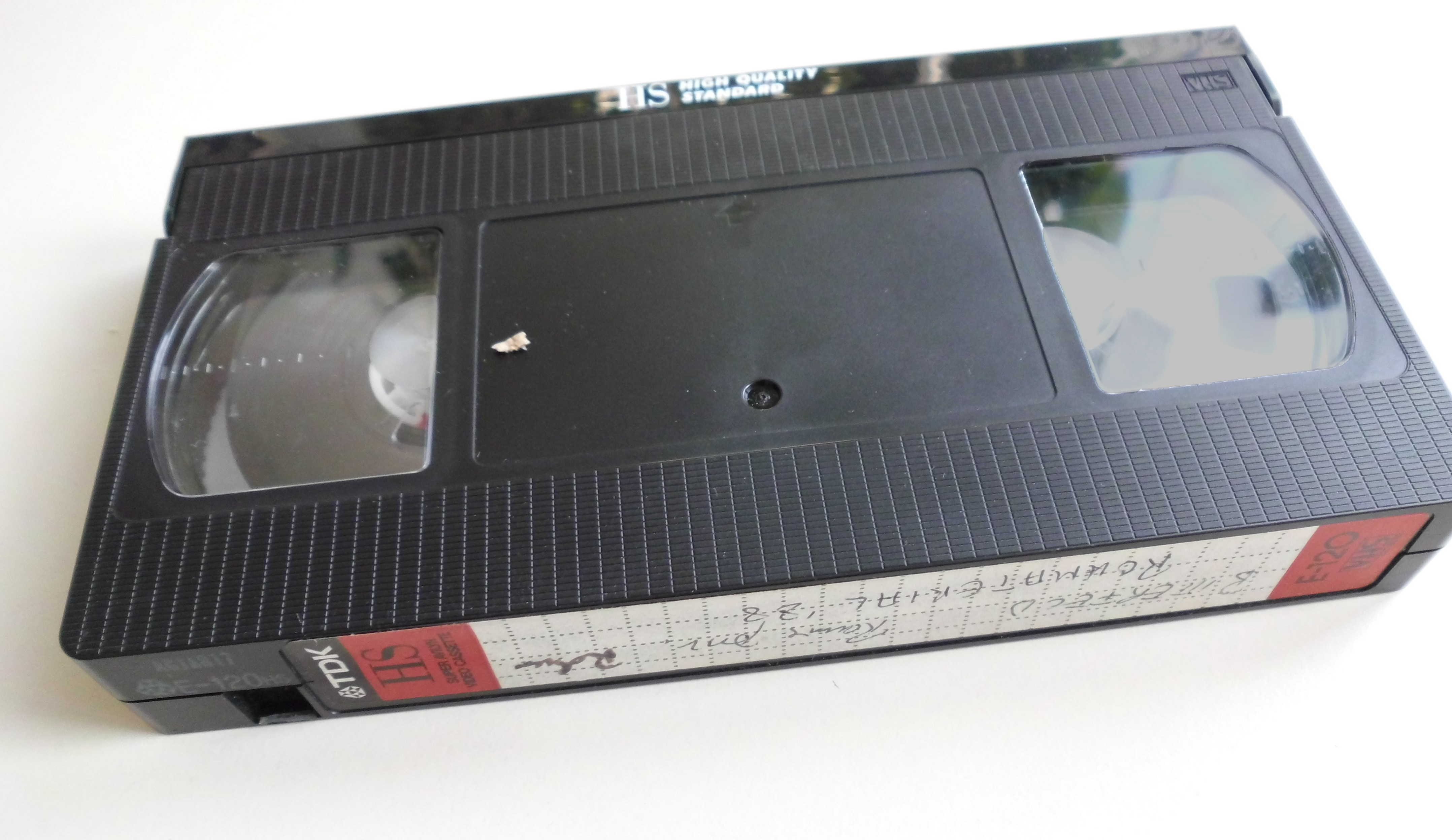
Cassette VHS, format standard

La cassette avec les rushes resta tout d'abord à Berlin-Est. Wallisch la donna à un technicien médical en qui il avait confiance, Falk Witt de Berlin-Ouest, qui avait fait une tâche à la Charité, et qui n'apprit le contenu du matériel que plus tard. Witt donna la cassette à Berlin-Ouest à Neumann, qui avait pu voyager hors de RDA fin juin. Au studio de la WIM, Hällfritzsch, Miosga et Neumann ont monté et sonorisé le film le soir et la nuit, pour limiter le cercle des initiés. Quatre copies VHS du film fini de trente minutes sont passées à l'est par messager. Les activistes d'Arche et l'équipe du film étaient convenus de montrer Bitteres aus Bitterfeld en premier en RDA. Le film devait y passer comme produit par Arche, pour ne pas pouvoir être discrédité comme de la propagande télévisuelle en provenance de l'ouest. Les opposants en RDA voulaient, en ce qui les concerne, éviter de donner l'impression qu'ils collaboraient avec l'ouest.

### Diffusion et financement

Logo du magazine Kontraste, 1988

Neumann prend contact avec le rédacteur de Kontraste, Peter Wensierski. Bien que la rédaction craignît la fermeture du bureau de l'ARD à Berlin-Est, elle décida d'émettre la contribution le 27 septembre 1988, après une publicité intensive. De la documentation d'une demi-heure, il sortit un passage de dix minutes et demie, dont huit de l'original et une interview avec Uli Neuman, qui vivait depuis quelques semaines à Berlin-Ouest. Le modérateur Jürgen Engert annonça une « première, qui pourrait bien figurer à la télévision soviétique, mais pas à celle de RDA, pas encore. » La documentation serait « une preuve de ce que le mouvement de protection de l'environnement né de tout petits débuts est en RDA sur le point de former une opposition ouverte,. » Pour la rédaction de Kontraste, le rapport filmé appartiendra plus tard aux contributions importantes, qui seront présentés dans l'exposition historique Temps pleins de Kontrastes. 40 ans d'un magazine politique.
À partir de Berlin-Ouest, Neumann vend les images à des stations de télévision du monde entier. Même le magazine télé de ZDF Kennzeichen D le prend. L'émission d'extraits par RIAS-TV en décembre 1988 avait été, sachant que les gains allaient à Arche, « grassement » payée. Avec les gains et le montant d'un prix du journal Vital de 10 000 DM, on acheta de l'équipement d'impression, un ordinateur et un équipement de vidéo pour de nouvelles productions dArche. Le membre dArche Falk Zimmermann reçut la caméra. Ce Berlinois plus tard identifié comme un collaborateur officieux de la Stasi sabota par des fautes simulées à la prise d'images et de sons des projets importants.

### Le journalArche Nova

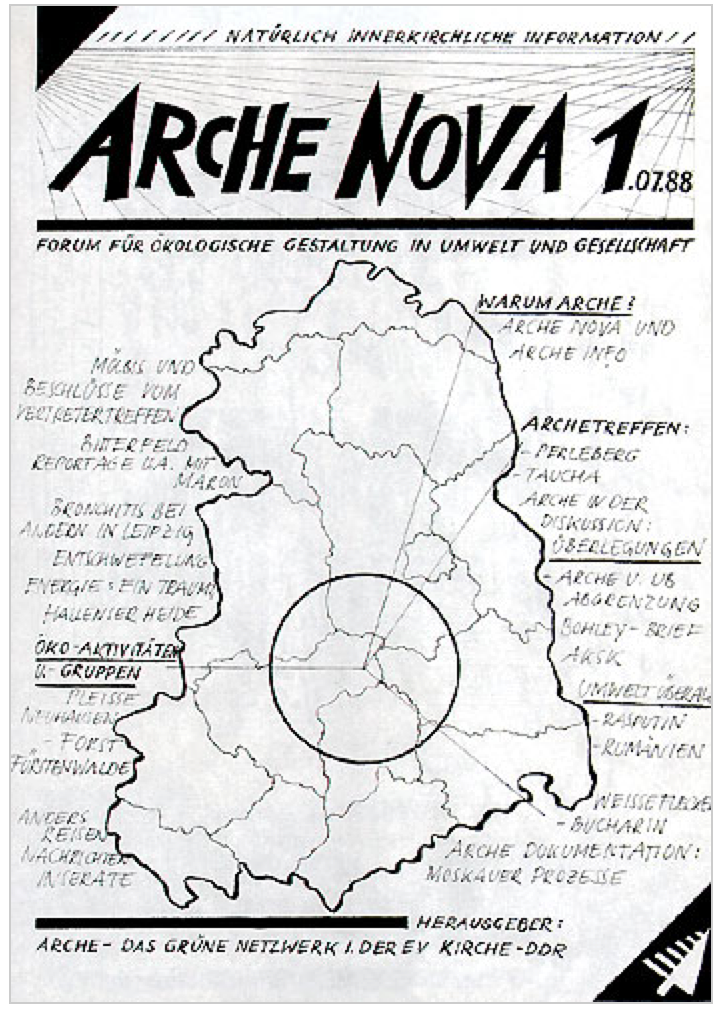
Page titre de Arche Nova, cahier 1, avec comme centre de gravité Bitterfeld

Alors que le film en était encore au stade des plans, les actifs d'Arche avaient déjà décidé de choisir le site de Bitterfeld comme thème central de leur journal en Samizdat Arche Nova. Le premier cahier parut immédiatement avant le jour du tournage du film, et contenait des informations qui ont aussi été utilisées pour le texte du film. Le journal taz publie le texte principal le jour de l'émission Kontraste sur une pleine page. Dans le cahier 2, Jörg Klöpzig publie un rapport sur la dérivation de la solution de chlorure de magnésium avec laquelle les particules d'ambre sont tirées de terre dans la fosse à ciel ouvert Goitzsche. Dans le cahier 3, deux articles se moquaient de la réaction des milieux officiels à l'émission de la contribution à Kontraste.

## Faits et erreurs

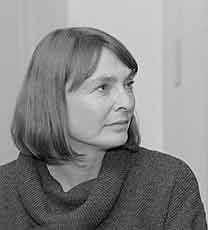
Monika Maron, qui a rendu publique pour la première fois en 1981 la dégradation de l'environnement à Bitterfeld (Photo de 1992)

Monika Maron, dans son roman Cendre volante (Flugasche) avait fait connaître Bitterfeld comme la « ville la plus sale d'Europe. » À la différence de la citation dans le film, Maron ne nomme la ville que sous son initiale B. Le livre est paru en 1981 chez S. Fischer Verlag à Francfort, et pas en RDA, parce qu'il ne présentait pas
« les conséquences positives du travail pour les gens. » Dans Flugasche, Maron prend pour thème les émissions d'une usine âgée fonctionnant au lignite ; le film n'aborde pas le problème de l'usine. Le roman a été connu en RDA par les 100 exemplaires d'auteur gratuits que Fischer fit parvenir à l'auteure, qui les distribua à des lecteurs. Ulrich Neumann présenta dans le premier cahier d'Arche Nova, centré sur Bitterfeld, de longues citations de la première édition de Flugasche en livre de poche, sous le nom de « télégramme-livre ». Maron quitta la RDA le 3 juin 1988 avec un visa de 3 ans.
Dans le film, on parle des 23 000 travailleurs « dans les usines. » Selon les données de 2010, il y avait au moment de la réunification dans les trois combinats de Bitterfeld, sans compter les sous-traitants, 45 000 travailleurs. Dans le combinat de chimie de Bitterfeld (CKB), issu du combinat électrochimique de Bitterfeld (EKB) et de la fabrique de colorants Wolfen, travaillaient 18 000 personnes. Le combinat photochimique ORWO Wolfen, fondé en 1970 avec la fabrique de films Wolfen (de) comme usine centrale, en avait 15 000, et le combinat de lignite de Bitterfeld (BKK) fondé en 1968, 12 000,. En 1988, habitaient à Bitterfeld à peine 21 000 personnes et à Wolfen 46 000.
Le 17 juin 1953, se sont produites à Bitterfeld des protestations. Un comité de grève de 25 personnes représentait 30 000 travailleurs en grève et fit occuper les locaux de l'administration municipale, de la police, de la Stasi, et d'autres installations d'État. Il n'y a pas eu d'incidents, même à l'intervention de troupes soviétiques.

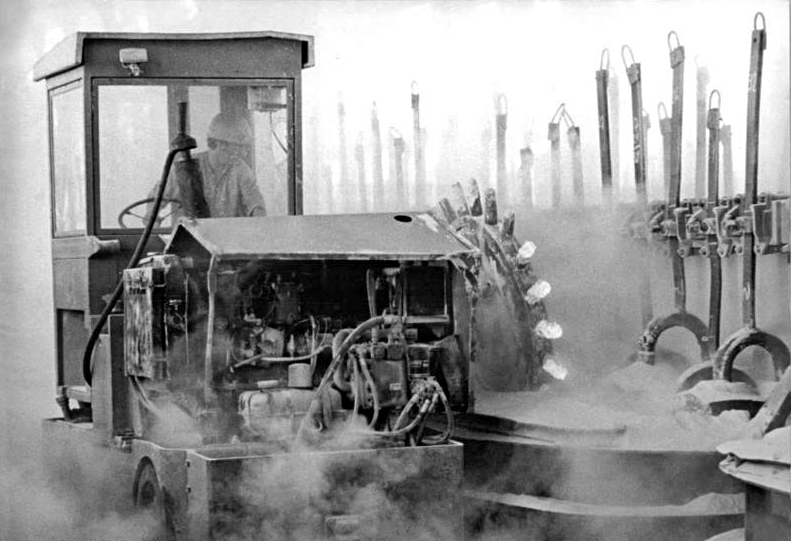
Exposition à la poussière pendant le décroûtage des cuves à électrolyse d'aluminium à CKB (Photo ADN, 1984)

La maladie du chlorure de vinyle s'accompagne d'une diminution des os des phalanges (acro-ostéolyse),. La fluorose avec excroissances osseuses aux articulations peut être due aux émanations de fluor lors de l'électrolyse de l'aluminium. La graphitose (Tableau no 25 RG B3), en particulier la pneumoconiose peut être provoquée par la fabrication d'électrodes en graphite.
Le nombre de victimes par l'accident d'explosion de chlorure de vinyle à Bitterfeld le 11 juillet 1968 est la plupart du temps donné comme 42,,. Le nombre de victimes de 68 donné dans le film avait été déjà cité dans la première édition d'Arche nova sans référence (« Plus de 68 victimes »).
| Décharges dans le Kreis de Bitterfeld (extrait) | Volume (millions de m³) | Contenu                              |
| ----------------------------------------------- | ----------------------- | ------------------------------------ |
| Décharge Hermine                                | 20                      | Cendre, amiante, métaux lourds       |
| Décharge spéciale Freiheit III                  | 2                       | Boues industrielles, cendre, gravats |
| Fosse Johannes (Silbersee)                      | 5                       | Boues (métaux lourds, organochlorés) |

La fosse non nommée dans le film, avec une arrivée par pipeline est la décharge Hermine. En tout, quatre conduites y déversent de la cendre dispersée et des boues de production de la fabrique de films et des usines de CKB, et s'en débarrassent dans la mare de l'ancien trou d'exploitation de mine. L'immeuble de grande hauteur présenté est le plus haut bâtiment d'habitation terminé en 1968 Neue Heimat (Nouveau foyer) à Sandersdorf. En 1992, les dégâts environnementaux de la région ont été quantitativement publiés, notamment aussi les caractéristiques des trois décharges visitées (v. tableau).

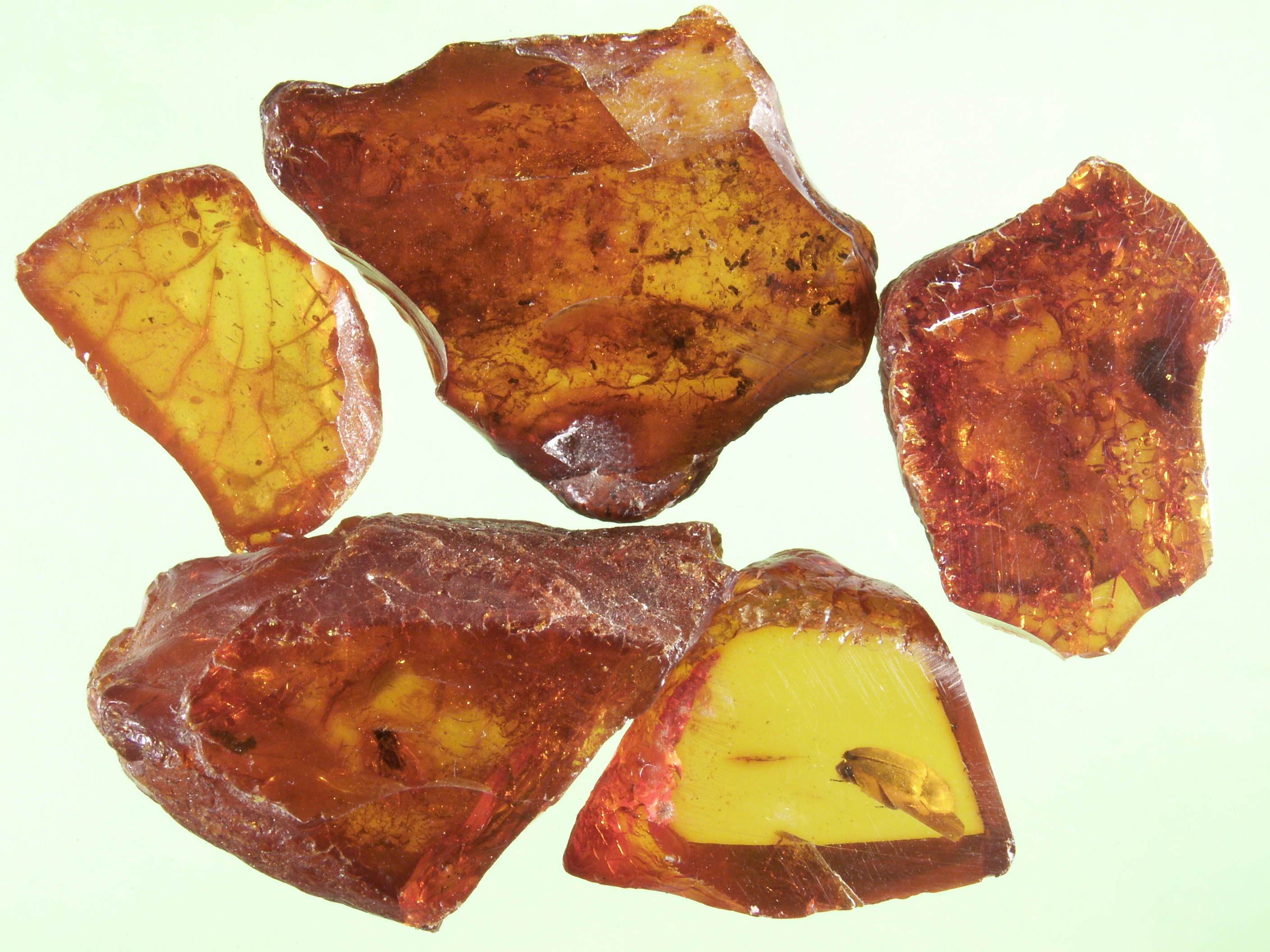
Ambre de Bitterfeld avec inclusions

La Goitzsche contenait un filon d'ambre avec un contenu estimé de 1 800 tonnes. Entre 1975 et 1990, 408 tonnes en ont été extraites industriellement. Le responsable était la firme Ostsee-Schmuck (Bijou balte) à Ribnitz-Damgarten, qui exportait ses articles aussi à l'ouest, et qui importait jusque dans les années 1970 d'Union soviétique. Les acheteurs de l'ouest n'avaient aucun moyen de savoir si leur ambre venait de la côte balte ou de Bitterfeld. Cela aurait d'ailleurs été sans objet, si les deux gisements avaient été issus de la même forêt à ambre ; cette thèse est toutefois contestée parmi les scientifiques,. L'URSS livrait jusqu'à 10 tonnes par an ; de Bitterfeld sont provenues dans l'année record de 1983 presque 50 tonnes. Le manque de rentabilité et les dégâts environnementaux mirent fin à l'exploitation en 1993. L'inondation de la Goitzsche arrêta les exploitations privées interdites,.
Le silo à céréales présenté dans le film est maintenant le dépôt de la Wittenberger Agrarhandel GmbH, qui appartient à la Roth Agrarhandel GmbH de Kirchhain en Hesse. L'usine d'électrolyse de chlore Chlor IV non loin du silo, débuté en 1981, a été arrêtée en 1997. L'installation nouvellement érigée appartient maintenant à AkzoNobel Industrial Chemicals. Le silo à céréales avec une capacité de 36 000 tonnes a reçu en 2003 la certification pour l'entreposage de 10 000 tonnes de céréales bio.

## Réactions en RDA

### Population
L'émission à la télévision ouest-est devenue dans la région de Bitterfeld un sujet de conversation dans les rues. « Le large effet de l'émission est indéniable, » écrivait le bureau spécial de la Stasi du CKB. « Nous l'avons tous plus ou moins vu » se rappelle le technicien chimiste Bernhard Roth. La laborantine en chimie Ursula Heller disait : « Cela m'a secouée. » Les postes de la Stasi constatent qu'« une multitude d'habitants ont caractérisé (sic) l'émission comme une mesure pour susciter dans la population la crainte et l'incertitude. » Deux activistes d'Arche ont écrit en 1992 que les habitants de Bitterfeld « n'ont réalisé la réalité propre, immédiate de leur vie que quand ils l'ont vue apportée par la télévision de l'ouest dans leur propre salon. » Hans Zimmermann disait en 2005 en rétrospective : « Nous avons atteint les gens. » Dans Der Tagesspiegel, il est écrit en 2010 : « Zimmermann a changé alors la ville, peut-être même un peu le monde. » Zimmermann lui-même n'a enregistré « qu'un flamboiement momentané des passions. » L'économiste de l'environnement des USA Merrill E. Jones y voyait en 1993 un triple effet : les spectateurs recevaient des informations environnementales jusqu'alors inaccessibles, apprenaient l'existence d'un mouvement de protection de l'environnement en RDA et voyaient une action couronnée de succès contre les autorités.
Siegfried Burschitz, alors chef de projet au CKB n'était pas surpris des assertions du film « parce que nous connaissions cette problématique. » Le 25 octobre 1988, le programme émis de Berlin-Ouest Radio Glasnost des réactions de spectateurs envoyées par des opposants de RDA. Un riverain, de Friedersdorf jugeait : « C'est par endroits encore pire que ce qui a été montré dans la vidéo. » Il se plaignait de l'ignorance des habitants de Bitterfeld face aux dégâts environnementaux. Le juriste du droit des gens Friedrich Schorlemmer disait : « Ce n'est que par ce film à la télévision de l'ouest que nous avons remarqué comme c'est grave chez nous réellement, tellement nous étions habitués à cet état de choses. Nous avions besoin de ce miroir qui nous était tendu, pour finalement nous réveiller à fond. »

### Église et mouvement de l'environnement
La vidéo a « été peut-être l'action la plus spectaculaire des groupes environnementaux de RDA. » Sa première diffusion dans la Bibliothèque environnementale de Berlin-Est termina la rivalité entre Arche et Bibliothèque environnementale. La Stasi enregistrait par les rapports de collaborateurs officieux quand et où la vidéo était projetée, par exemple le 21 septembre à Berlin-Est, puis à Altenberg. À Bitterfeld, la projection échoua en raison d'une panne de pneu des messagers,.
Le magazine Der Spiegel écrira en rétrospective : « Le film bouleversant sur la destruction de l'environnement dans une mesure apocalyptique a fait fureur. » Kontraste a reçu d'autres indications sur les abus. Le juriste du droit des gens Hans-Jürgen Fischbeck remarqua plus de disposition à la critique « parce qu'on voyait que des gens avaient le courage de mettre leur existence en jeu et de faire un tel film. » Wallisch avait l'impression « qu'il avait donné à beaucoup de personnes inquiètes pour l'environnement le courage de continuer. » La contribution d'un citoyen de Freiberg du 2 octobre 1988, qui a pris pour base les abus signalés dans le film « pour indiquer des fautes contre l'environnement dans la région de Freiberg » a été publiée.
L'émission se heurta dans des cercles critiques à des rejets isolés. Le pasteur Hans-Peter Gensichen, chef de la maison de recherche ecclésiale de Wittenberg, la ville de Luther, a jugé la démarche d'explication d'Arche trop agressive et a trouvé que le réseau avait mésusé de la maison de recherche comme couverture pour la préparation du journal Arche Nova,. Beaucoup d'opposants ont ressenti l'utilisation de la télévision de l'ouest comme « une fixation activiste sur l'efficacité médiatique du travail d'Arche et comme une représentation de soi. »

### Milieux officiels

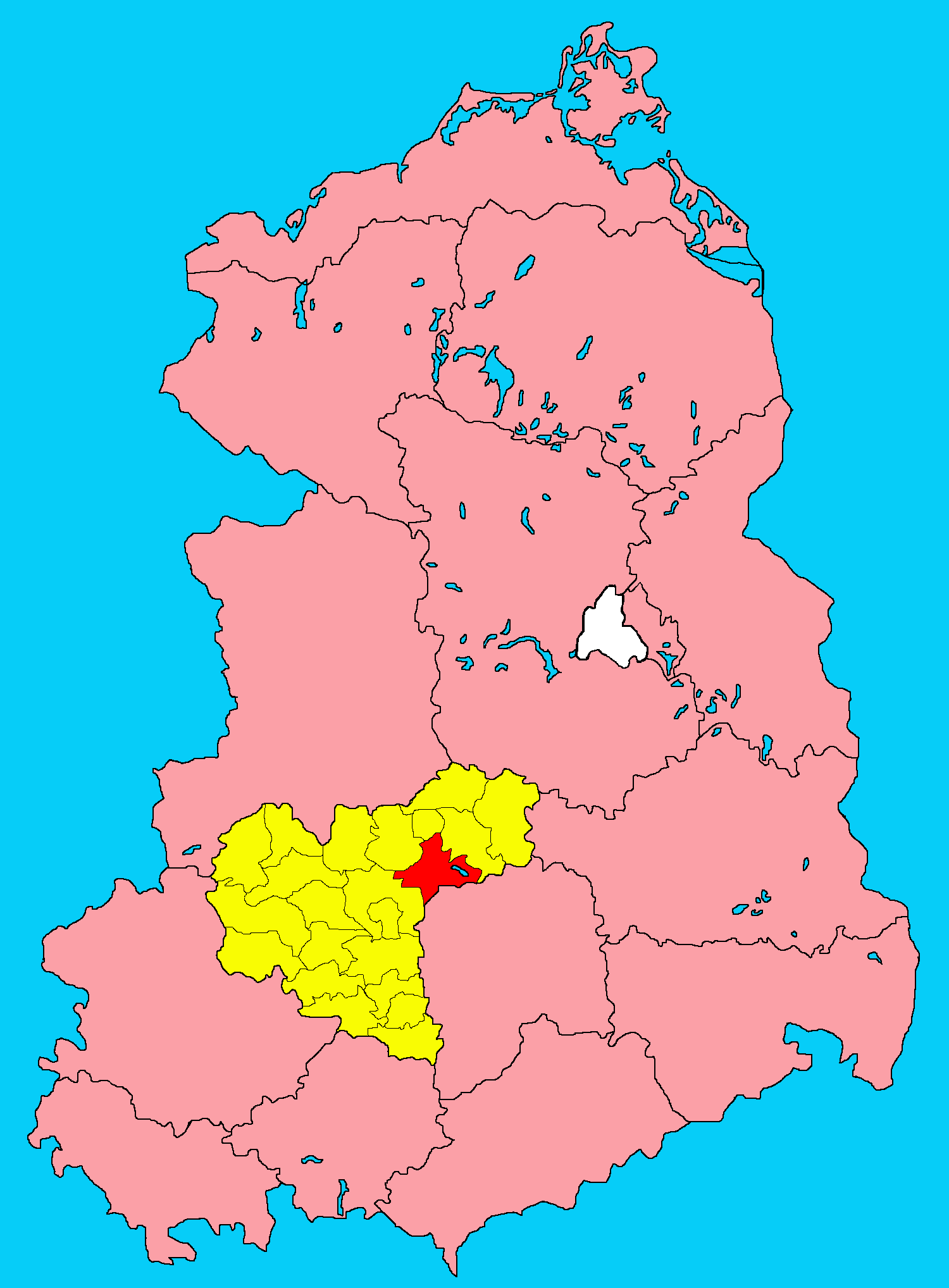
Le Kreis de Bitterfeld (r.) et le Bezirk de Halle (j.) dans l'articulation politique de la RDA

Vis-à-vis des autorités, Ulrich Neumann considéra le film et l'émission télévisée comme un succès. « L'effet de Bitteres aus Bitterfeld était exactement comme je me l'étais imaginé : que c'était une bombe pour les camarades à Bitterfeld, à Halle, à Berlin, et qu'ils ne savaient pas du tout ce qui leur arrivait, » dit-il en 2005. Le lieutenant-colonel Peter Romanowski de l'administration du Bezirk de Halle pour le Ministère de la Sécurité intérieure constata une « excitation géante ». Hans Zimmermann entendit dire : « La centrale Stasi organisée au CKB était cul par-dessus tête, elle tournait en rond. » À l'usine commença un « nettoyage monstre. » C'est ainsi que la décharge Freiheit III a été arasée avec des bulldozers et beaucoup de terre.
Dès le 30 septembre, un groupe de travail des postes de la Stasi ont produit un rapport de 7 pages « Constat de la situation sur les dommages environnementaux dans le Kreis de Bitterfeld. » Il contenait des détails sur « des salissures parfois extrêmes de l'atmosphère, de lourdes expositions nuisibles à la santé des gens, et une qualité de l'eau de la Mulde qui en rendait impossible toute utilisation ultérieure. » Les indications avaient « une justification dans la plupart des cas. » Les auteurs ne se satisferaient pas de réponses et promesses d'ordre général. Déjà en 1987, les postes de la Stasi avaient indiqué en détail les dangers aigus de la production chimique.
Le département Industries des matières premières du Comité central du SED devait préparer une prise de position pour Günter Mittag, le secrétaire du Comité central pour l'économie, et se réunit dans ce but le 5 octobre. Des représentants du CKB indiquèrent qu'il n'y avait pas d'offenses au droit ni aux « prescriptions industrielles » — la mise en œuvre régulière de la technique. Il y avait un ordre parfait dans l'enregistrement et la documentation de l'usine. La production de chlore près du silo à grains est conforme à l'environnement, le problème de la nitrosamine a été abordé, mais pas discuté. Le protocole d'information de la direction cité contenait aussi une liste de problèmes.
Vers l'extérieur, la critique du film doit être récusée. En octobre naît un « plan de mesures pour une contre-argumentation avec un but précis contre l'émission de télévision de l'ARD sur la protection de l'environnement à Bitterfeld. » Mais la plupart de ses huit points ne se préoccupent que des mesures immédiates pour diminuer les dégâts à l'environnement, des enseignements et des contrôles techniques dans les usines. Des fonctionnaires contestent à l'encontre des journalistes de l'ouest que les images proviennent de Bitterfeld ou que l'espérance de vie y soit plus basse. Le président du conseil de Bezirk de Halle, Alfred Kolodniak promet : « Certes, Bitterfeld n'est pas un lieu de cure au bon air, mais se dirige dans cette direction. » Le département de protection de l'environnement du conseil du Kreis de Bitterfeld réunit des « matériaux d'argumentation ». On y fait allusion « aux scandales de la République fédérale, où des poisons sont déchargés sans contrôle, et où même des décharges sont données comme terrains constructibles pour des maisons individuelles. »
À Berlin-Est, l'espion Falk Zimmermann actif dans le réseau Arche soupçonne après l'émission que Neumann et Wallisch sont derrière cette émission. Il n'avait rien appris auparavant. Dans une conversation après la réunification, Zimmermann dit que ses officiers traitants veulent pour cela « lui arracher les oreilles de la tête. » À Bitterfeld, Hans Zimmermann qui était apparu dans ses données, tombe dans le viseur des espions. Mais en raison de la situation de politique intérieure de plus en plus incertaine, il ne se passe rien,.
Les autorités de l'État n'ont rien su d'une collaboration avec l'ouest. Le bureau central d'information de la Stasi (ZAIG) par lequel passent les innombrables rapports des collaborateurs de la Stasi, émet au 1er juin 1989 une « information » très secrète. Elle y informe quinze très hauts fonctionnaires de la direction du parti et de l'État des progrès en efficacité de l'opposition,,. Dans le paragraphe sur les groupes ecclésiastiques de base il est dit : « Les premières indications sont présentes de l'utilisation de techniques vidéo (film vidéo, Bitteres aus Bitterfeld). » Dans le paragraphe sur Arche, il est établi que ses forces travaillent consciemment pour « l'établissement et la diffusion de la vidéo. »

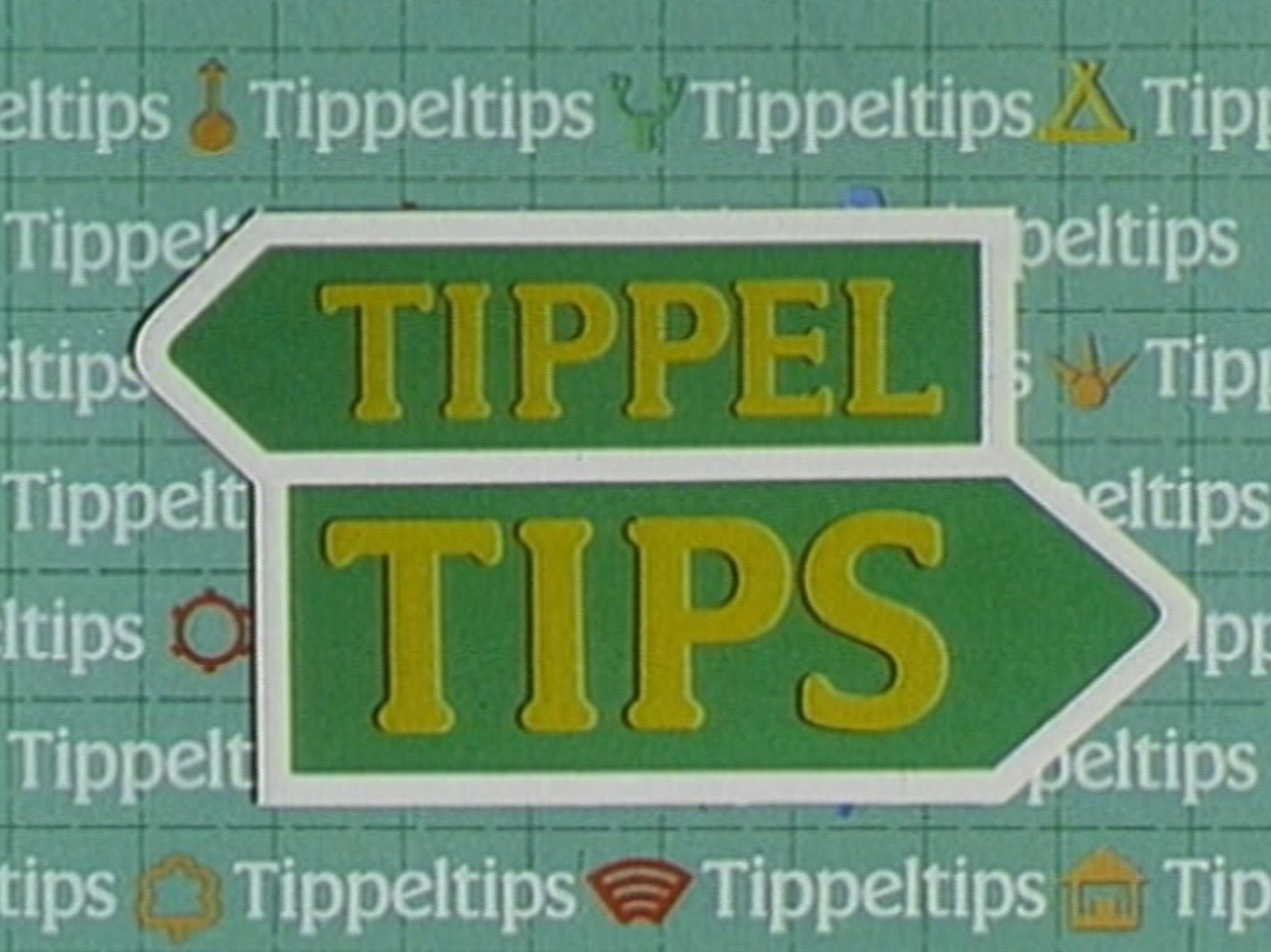
Logo de l'émission Tippeltips pour les amateurs de randonnée, télévision de RDA, 1988

La télévision de RDA réagit le 5 octobre avec l'émission d'une séquence rapidement produite Tippeltips aus Bitterfeld pour les amateurs de randonnée, dans laquelle « la région détruite est montrée comme un territoire de repos proche. Après des plans exacts de remise en culture, un paysage a été dessiné, avec un charme tout spécial » disait la séquence,. Cette émission « à la meilleure heure d'émission, et pour laquelle le conseil de Kreis et d'autres organes de protection de l'environnement ont vigoureusement battu du tambour » n'a montré de près aucune maison ni aucun arbre. « On aurait pu reconnaître Bitterfeld simplement par les cheminées ! »
Le cahier d'octobre d'Arche Nova rapporte dans un article ironique que la télévision de RDA a fait un tournage à Bitterfeld. Il ne s'agit pas d'une deuxième partie de Bitteres aus Bitterfeld. Les réalisateurs, cités comme « membres de l'équipe de tournage, » auraient eu besoin de maisons noircies par la suie et de rues semblant complètement abandonnées pour tourner une suite de la télévision scolaire English for you. La séquence devait être diffusée sous le titre Dans les quartiers misérables de Londres,.

## Importance et développement à partir de 1989
En raison de leur visualité crue, les images du film ont provoqué l'étonnement même chez les téléspectateurs de l'ouest. La réunification aurait « encore intensifié la thématisation médiatique de Bitterfeld comme territoire d'urgence écologique, ce qui équivalait presque à une stigmatisation » écrivait l'historien Amir Zelinger. Des journalistes du monde entier rendaient visite à Hans Zimmermann et lui posaient des questions sur les lieux du film. Une commission gouvernementale vérifia de façon détaillée en 1990 la situation de Bitterfeld. Pour la première fois en Allemagne, une région d'industrie chimique était examinée tellement à fond. Les démentis passés des fonctionnaires se révélèrent faux. La situation était pire que ce qui était montré dans le film. Avant tout, la publication des documents de la Stasi démontra que les officiels des usines, les autorités et le parti connaissaient les risques sanitaires et la pollution de l'environnement, sans en tirer les conséquences.
Dans les années 1990, le Treuhand fait fermer et démolir la plupart des établissements du CKB. La qualité de l'air s'améliore notablement, les décharges sont assainies ou, pour éviter le contact avec les nappes phréatiques, encapsulées et couvertes de végétation. Par l'inondation de la Goitzsche de 1998 à 2002, il a été créé une image écologique de l'ex-terrain industriel, que l'historien de la culture, sociologue, Gerhard Lenz a désigné comme « paysages aquatiques de l'oubli. » Malgré la fondation du parc chimique de Bitterfeld-Wolfen, le chômage resta élevé. L'industrie photovoltaïque de Bitterfeld, avec 4 000 places de travailleurs pendant l'année record de 2008 et plus de 4 000 chez les sous-traitants de la région a perdu de son importance après la cessation de paiements de nombreuses entreprises. Le fabricant de cellules solaires Hanwha Q-Cells était à un moment le plus grand employeur industriel du Kreis.
Depuis les années 1990, plusieurs courts métrages ont été tournés sur les lieux. On y compte notamment un cycle de documentaires télé du réalisateur Thomas Füting. Il commença en 1993 avec Que reste-t-il parmi les ruines ? Esquisses de Bitterfeld et termina en 2005 avec Wiedersehen in Bitterfeld – 15 Jahre im neuen Deutschland. La même année vit le jour le making-of « C'était Bitteres aus Bitterfeld, » présentant la naissance de Bitteres aus Bitterfeld. « L'essai polémique » Bitterfeld, 1992 du réalisateur suisse Mathias Knauer a été contesté,,. La documentation Le domaine de jardins industriels. Wörlitz, Dessau, Bitterfeld de 1999 s'est occupée du mélange historique de l'industrie lourde et de l'art des jardins.
Le titre du film Bitteres aus Bitterfeld allait de soi comme surtitre des articles sur les problèmes locaux,,,. Le mot Bitteres se trouva utilisé dans les publications scientifiques concernant la région.

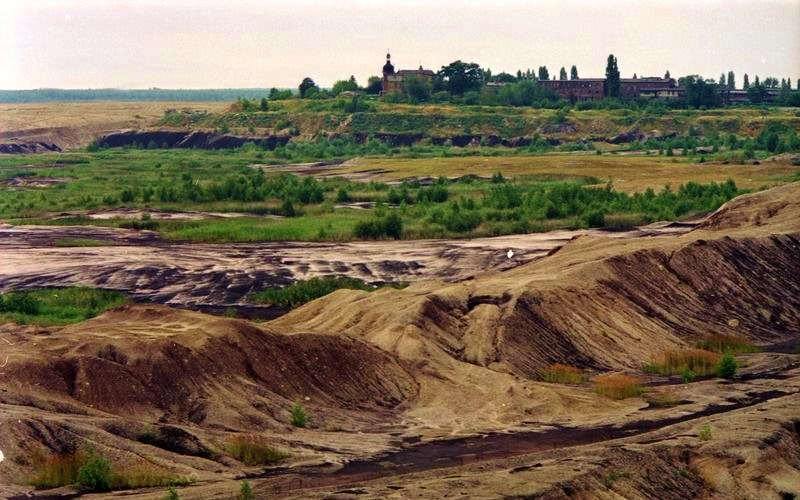
Trou résiduel de Goitzsche, derrière, la Bitterfelder Bernsteinvilla, 1991
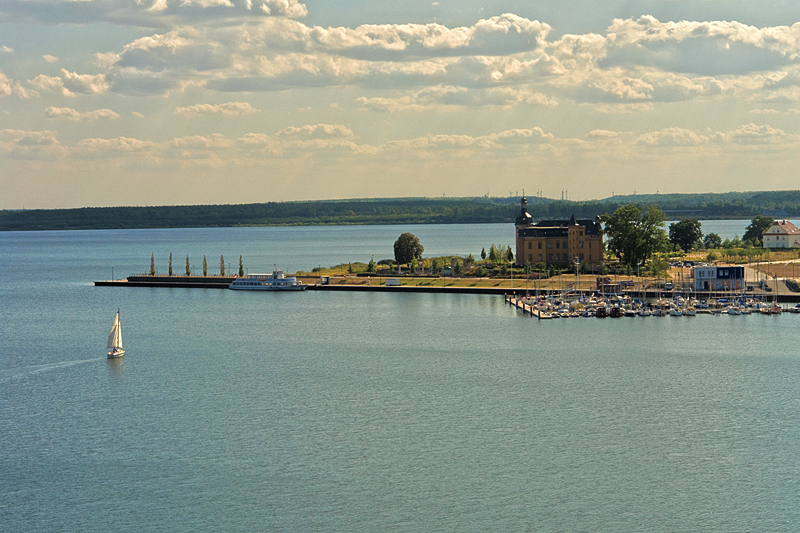
Bernsteinvilla et « Bernsteinsee » après l'inondation de la fosse, 2009
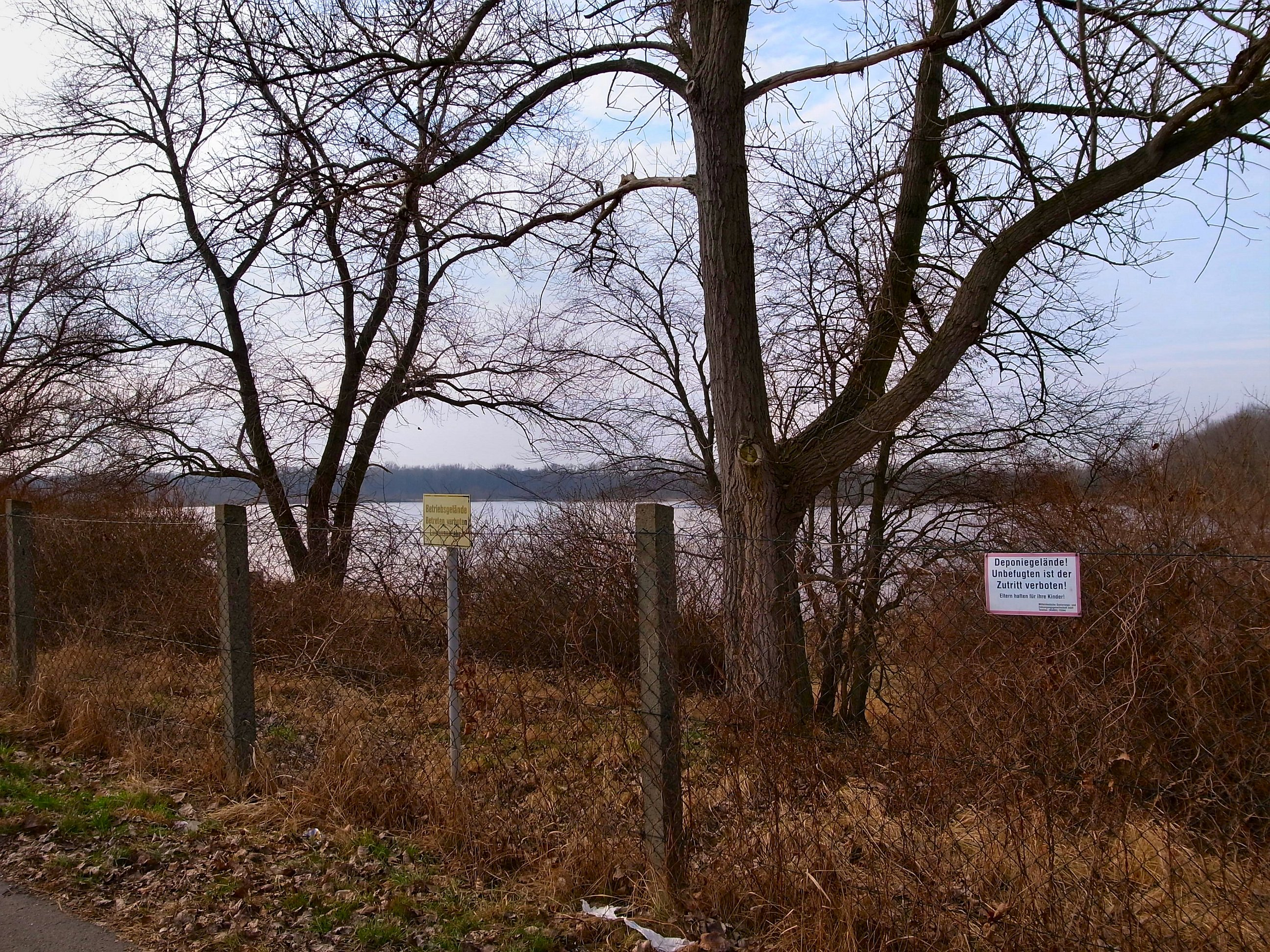
Barrière autour du Silbersee, maintenant déclaré décharge, 2012
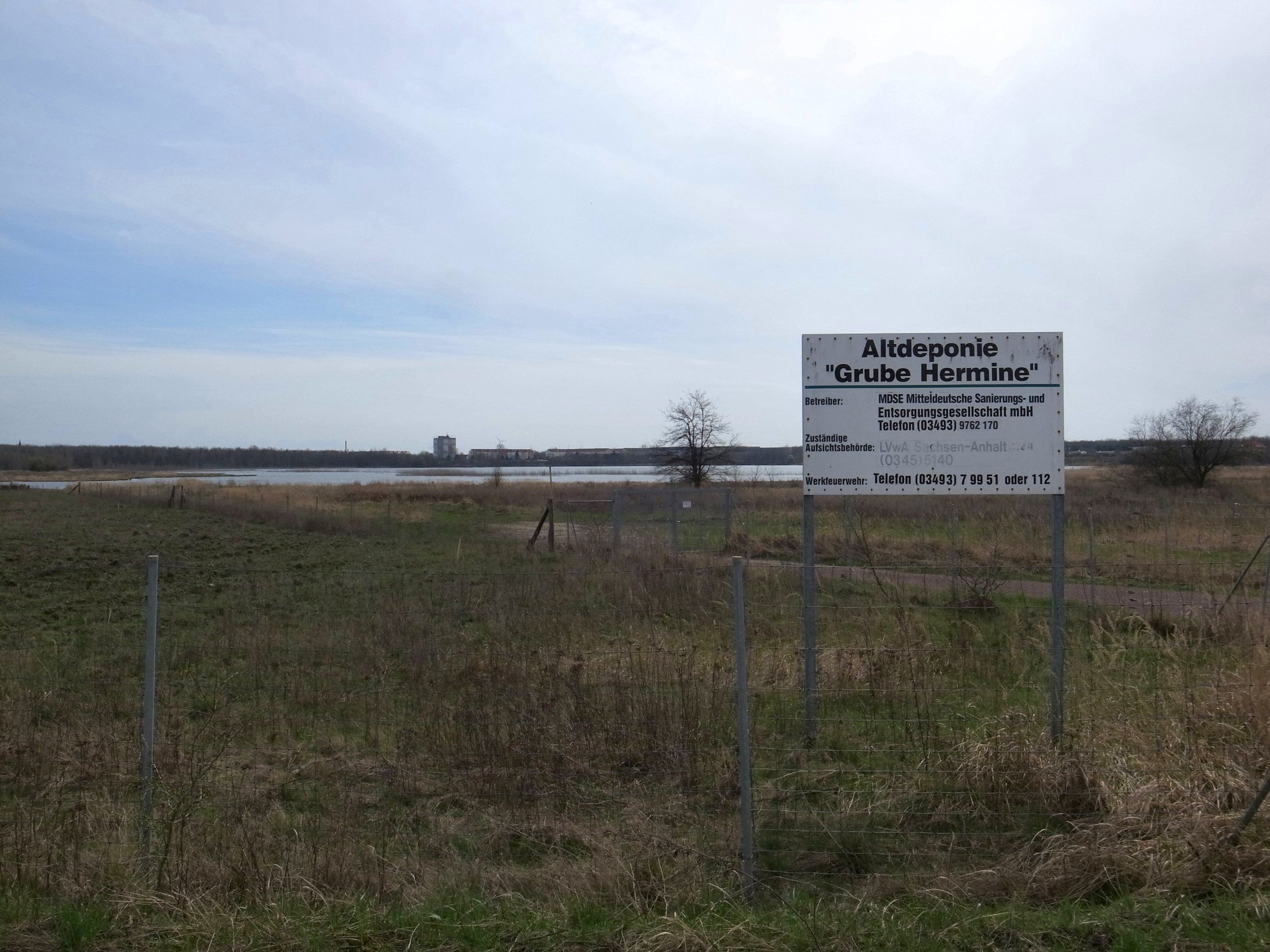
Décharge Hermine avec lac et surface renaturalisée, 2013

## Versions etmaking-of
- La version originale de trente minutes a été montrée en 1988 sur des cassettes VHS en RDA dans les paroisses et d'autres cercles d'opposition. En République fédérale, cette version originale a été vue pour la première fois en décembre 1989 à la 6e fête du film documentaire et de la vidéo de Cassel.
- L'émission dans le magazine Kontraste de l'ARD du 29 septembre 1988, d'une durée de 10,5 minutes provenait de Peter Wensierski et contenait, à côté de vues originales, une interview avec Ulrich Neumann, juste émigré à Berlin-Ouest.
- Pour le U.S. Environmental Film Festival de Santa Monica en 1991, on a fait une version intégrale, munie d'un nouveau texte sous le titre The Bitter Winds Of Bitterfeld en format U-matic. Elle contenait alors aussi une interview, dans lequel Hans Zimmermann racontait les circonstances des travaux de tournage. Le film parlant allemand et anglais a été financé par une subvention du parlement européen[120].
- Sous le titre Das war Bitteres aus Bitterfeld, l'atelier de média WIM en collaboration avec la Mitteldeutscher Rundfunk a produit en 2005 un documentaire de 45 min sur la création de Bitteres aus Bitterfeld sur Betacam SP. Rainer Hällfritzsch, Ulrike Hemberger et Margit Miosga ont fait la réalisation. La première émission a eu lieu le 7 mars 2006. La Fondation fédérale allemande pour la recherche sur la dictature du SED a publié en 2009 ce film sous forme de DVD, étendu par un matériel d'accompagnement pour l'utilisation en classe. L'émetteur de télévision japonais NHK a diffusé en 2009 une version synchronisée de ce making-of.

## Distinctions
- Prix de l'environnement 1989, journal Vital (Hambourg)
- Prix spécial 1990 Ökomedia Fribourg
- Distinction 1991 « Magna cum laude », Medicinale internationale de Parme (MIP)
- Accueil 1999 de coupures de film dans l'exposition permanente du forum d'histoire contemporaine de Leipzig
- Accueil 2011 de Bitteres aus Bitterfeld et Das war Bitteres aus Bitterfeld dans la base d'art des médias du Centre d'art et de technologie des médias de Karlsruhe (ZKM)[121].